# 2013年亞洲五國賽
2013年亞洲五國賽是一年一度的國際橄欖球比賽，本屆賽事是第六屆。由於上屆一樣滙豐贊助，所以又稱2013年滙豐亞洲五國欖球賽。

## 成績
| 排名 | 隊伍     | 比賽 | 勝 | 和 | 負 | 得分 | 失分 | 分差 | 獎分 | 總分 |
| ---- | -------- | ---- | -- | -- | -- | ---- | ---- | ---- | ---- | ---- |
| 1    | 日本     | 4    | 4  | 0  | 0  | 316  | 8    | +308 | 4    | 24   |
| 2    | 大韓民國 | 3    | 2  | 0  | 1  | 142  | 91   | +51  | 2    | 12   |
| 3    | 香港     | 3    | 2  | 0  | 1  | 112  | 65   | +47  | 2    | 12   |
| 4    | 阿联酋   | 3    | 0  | 0  | 3  | 20   | 221  | -201 | 0    | 0    |
| 5    | 菲律賓   | 3    | 0  | 0  | 3  | 39   | 242  | -203 | 0    | 0    |

計分方法
- 勝方：得5分
- 平手：各得3分
- 另外各有1獎分給輸了7分之內分差隊伍和4次達陣的隊伍。

### 賽程
| 2012年4月20日 20:00 | 日本 | 121–0 | 菲律賓 | Level5球場, 福岡市 入场人数：2,681 裁判： Dewi Rowlands |
| 2012年4月20日 20:00 | 达阵：大野均 12' 56' 麥可·布羅德赫斯特 21' Holani Ryukoliniasi 28'32' 立川理道 35' 76' Male Sau 38' 84' 真壁伸彌 46' 小野澤宏時 51' 福岡堅樹 58' 66' 三上正貴 61' 淺原拓真 67' 五郎丸步 70' 畠山健介 74' 青木佑輔 79' 角球：五郎丸步 (14/18) | 仔細  |        | Level5球場, 福岡市 入场人数：2,681 裁判： Dewi Rowlands |

| 2012年4月20日 15:00 | 香港 | 53–7 | 阿拉伯聯合大公國 | 港會場, 香港 |
| 2012年4月20日 15:00 | 仔細 |      |                  | 港會場, 香港 |

| 2012年4月28日 16:00 | 阿拉伯聯合大公國 | 19–21 | 大韓民國 | 艾因欖球會球場, 艾因 |
| 2012年4月28日 16:00 | 仔細             |       |          | 艾因欖球會球場, 艾因 |

| 2012年4月27日 16:00 | 香港 | 0–38 | 日本                                                                                           | 港會場, 香港 入场人数：3,500 裁判： Aaron Littlewood |
| 2012年4月27日 16:00 |      | 仔細 | 达阵：木津武志 6' 小野晃征 38' 今村雄太 49' 廣瀨俊朗 69' 72' 藤田慶和 85' 角球：五郎丸步 (4/6) | 港會場, 香港 入场人数：3,500 裁判： Aaron Littlewood |

| 2012年5月4日 14:00 | 日本 | 64–5 | 大韓民國         | 秩父宮橄欖球場, 東京 入场人数：7,408 裁判： Tobi Lothian |
| 2012年5月4日 14:00 | 达阵：小野晃征 1' 福岡堅樹 6' 9' 菊谷崇 23' 34' 藤田慶和 36' 亨德里克·圖依 56' 罰達陣 74' 五郎丸步 77' Male Sau 84' 角球：五郎丸步（7/10） | 仔細 | 达阵：吳潤衡 82' | 秩父宮橄欖球場, 東京 入场人数：7,408 裁判： Tobi Lothian |

| 2012年5月4日 | 香港 | 20–59 | 菲律賓 | 黎剎紀念體育場, 馬尼拉 |
| 2012年5月4日 |      |       |        | 黎剎紀念體育場, 馬尼拉 |

| 2011年5月10日 19:00 | 阿拉伯聯合大公國  | 3–93 | 日本 | The Sevens, 杜拜 入场人数：500 裁判： Dewi Rowlands |
| 2011年5月10日 19:00 | 犯规：詹姆斯·漢姆 | 仔細 | 达阵：菊谷崇 7' 25' 49' 今村雄太 20' 31' 33' 77' 藤田慶和 36' 41' 淺原拓真 59' 青木佑輔 63' 安井龍太 67' 立川理道 69' 小野澤宏時 80' 日和佐篤 85' 角球：田村優 (2/5) 中村亮土 (2/4) 立川理道 (5/6) | The Sevens, 杜拜 入场人数：500 裁判： Dewi Rowlands |

| 2011年5月11日 | 大韓民國 | 62–19 | 菲律賓 | 安山娃球場, 安山市 |
| 2011年5月11日 |          |       |        | 安山娃球場, 安山市 |

| 2011年5月18日 | 大韓民國 | – | 香港 | 安山娃球場, 安山市 |
| 2011年5月18日 |          |   |      | 安山娃球場, 安山市 |

| 2011年5月18日 16:00 | 菲律賓 | – | 阿拉伯聯合大公國 | 黎剎紀念體育場, 馬尼拉 |
| 2011年5月18日 16:00 |        |   |                  | 黎剎紀念體育場, 馬尼拉 |

## 外部連結
- 亞洲五國賽官方網站
- 亞洲橄欖球總會官方網站（页面存档备份，存于）